# Тринкс, Флориан
Флориан Тринкс (нем. Florian Trinks; 11 марта 1992, Гера) — немецкий футболист, играющий на позиции полузащитника.

## Клубная карьера
Тринкс забил свой первый гол в Бундеслиге, в последнем туре сезона, в матче 3-го тура против «Аугсбурга».
8 декабря 2013 года, после того, как рефери засчитал гол в матче против «Зандхаузена», Тринкс признал, что он обработал мяч, прежде чем он пересек линию, и «гол» был отменен. Позднее он был награждён медалью «Фейр-плей» в знак признания его спортивного мастерства.